# 新北市勞工大學
新北市勞工大學於2000年在新北市三重勞工中心試辦，2001年正式成立。提供勞工終身學習課程，以提升其經濟、社會、文化領域的知識並增進專業知能，以建構和諧的勞資關係。凡年滿18歲以上，設籍新北市或領有勞保卡者，不限學歷可入讀。於五股、三重、致理科技大學、板橋社區大學瑞芳校區等等
勞工大學提供語言、電腦、勞工法等課程。自2001年起，有8萬人次報讀勞工大學。 

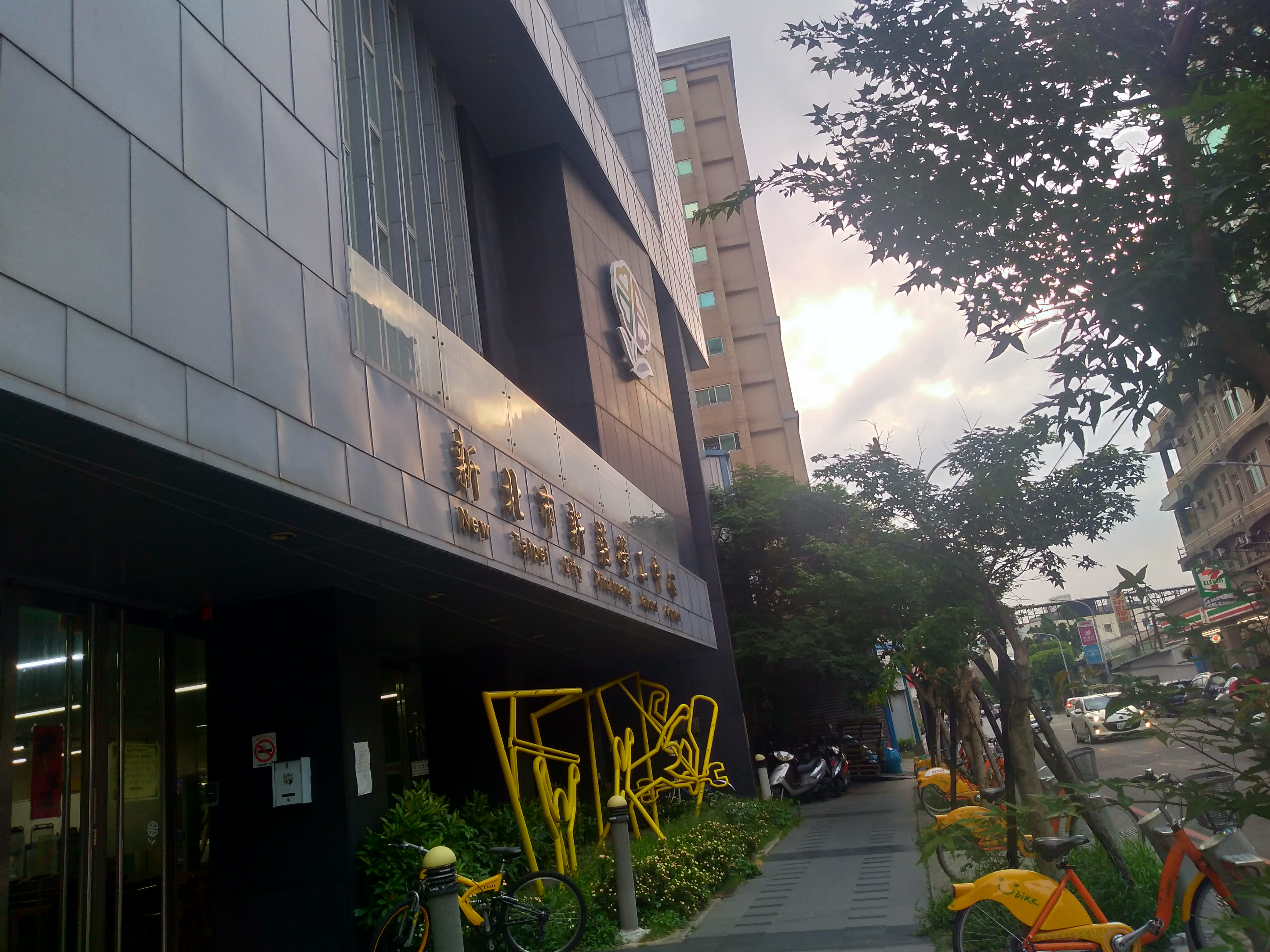
新北市新莊勞工中心

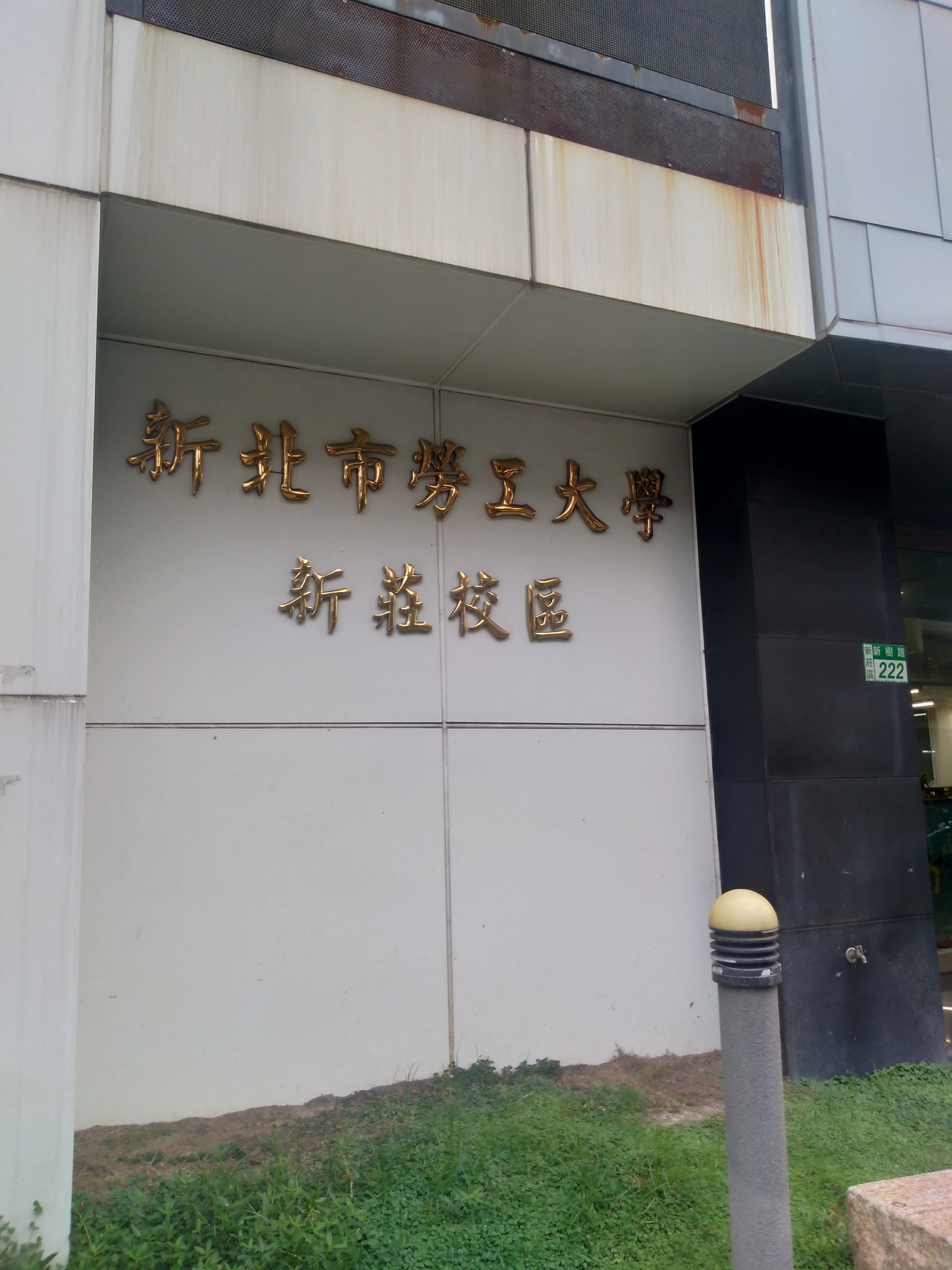
新北市勞工大學新莊校區

## 外部連結
- 新北市勞工大學 （页面存档备份，存于）

1. ↑  臺灣自由時報. .   [2017-05-28]. （原始内容存档于2019-06-29）.
2. ↑  . 聯合新聞.   [2017-05-28]. （原始内容存档于2019-06-07）.